# 花照壁站
花照壁站位于成都市金牛区花照壁东街，是成都地铁7号线的地下岛式站台车站，于2017年12月6日启用，因老地名“花照壁”而得名。

## 车站结构

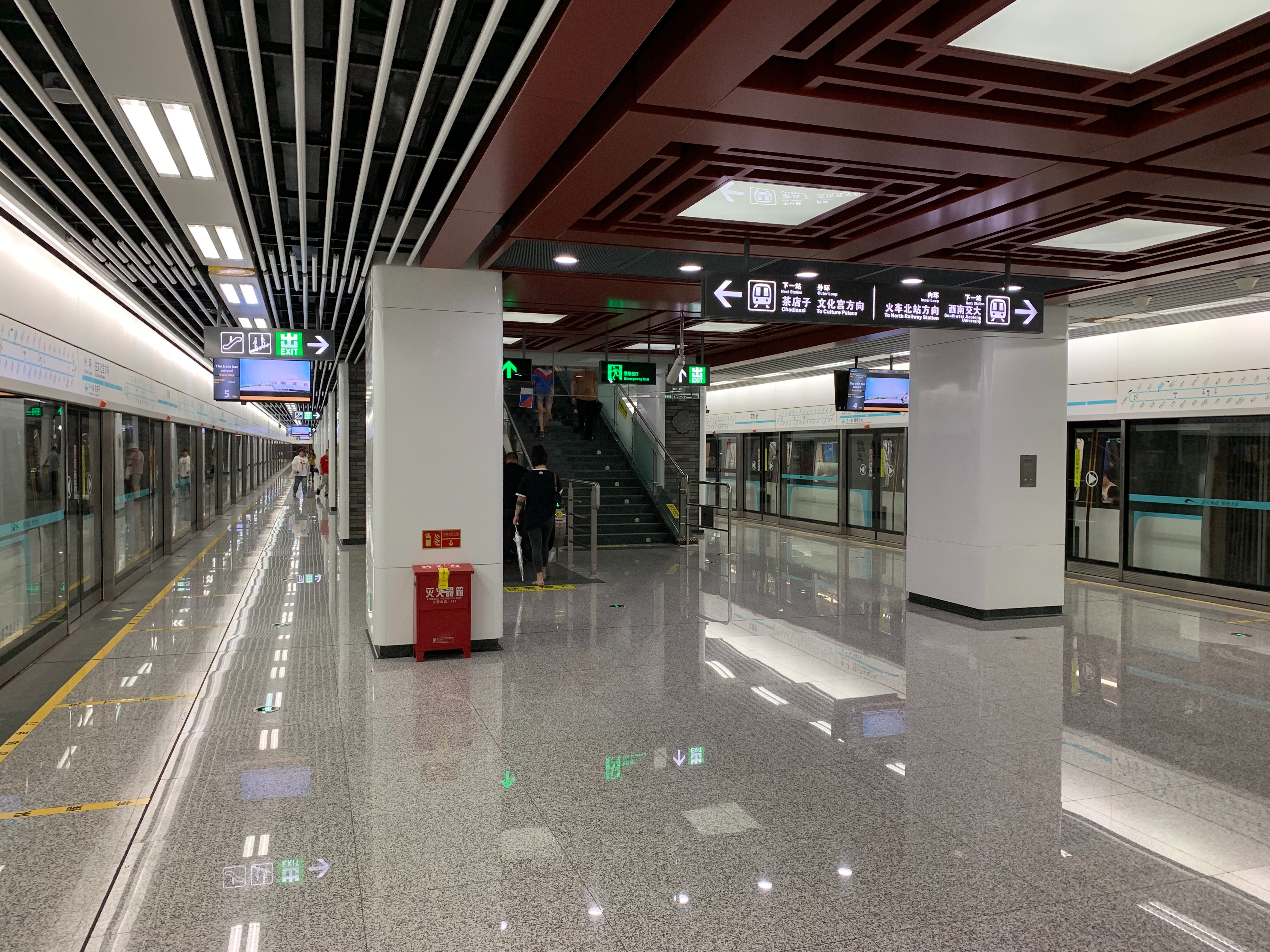
站台层
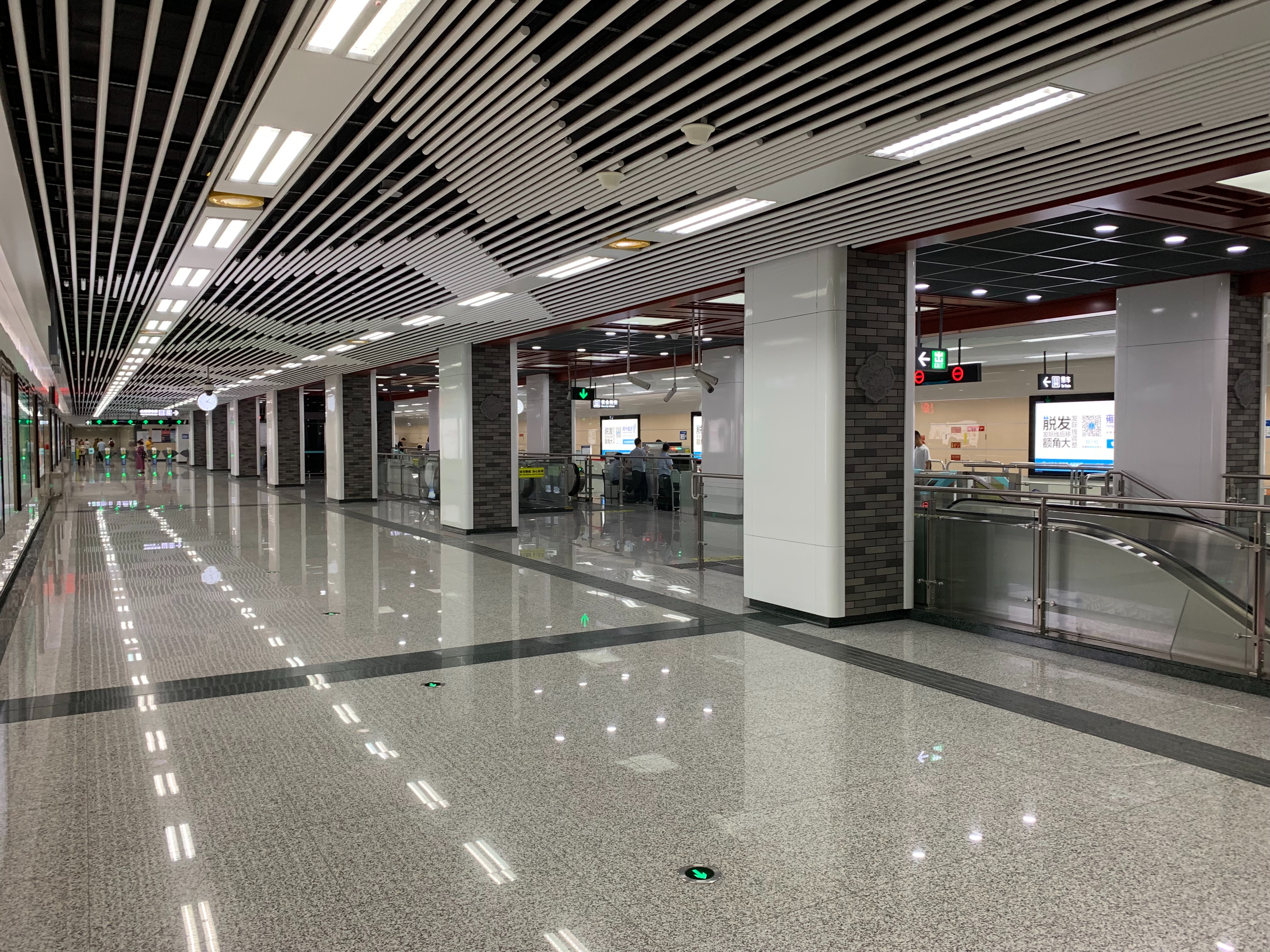
站厅层

花照壁站为地下两层三跨12米岛式站台车站，呈东西走向，共设置3组出入口和2组风亭，车站总长度为206.6米。
| 地面      |                                | 出入口                       |  |
| 地下 一层 | 站厅层                         | 安检、售票机、站内商店       |  |
| 地下 二层 |                                | 7号线列车外环方向 （茶店子） |  |
| 地下 二层 | 岛式站台，左边车门将会开启     |                              |  |
| 地下 二层 | 7号线列车内环方向 （西南交大） |                              |  |

## 内装与公共艺术
本站为7号线5座艺术站之一。

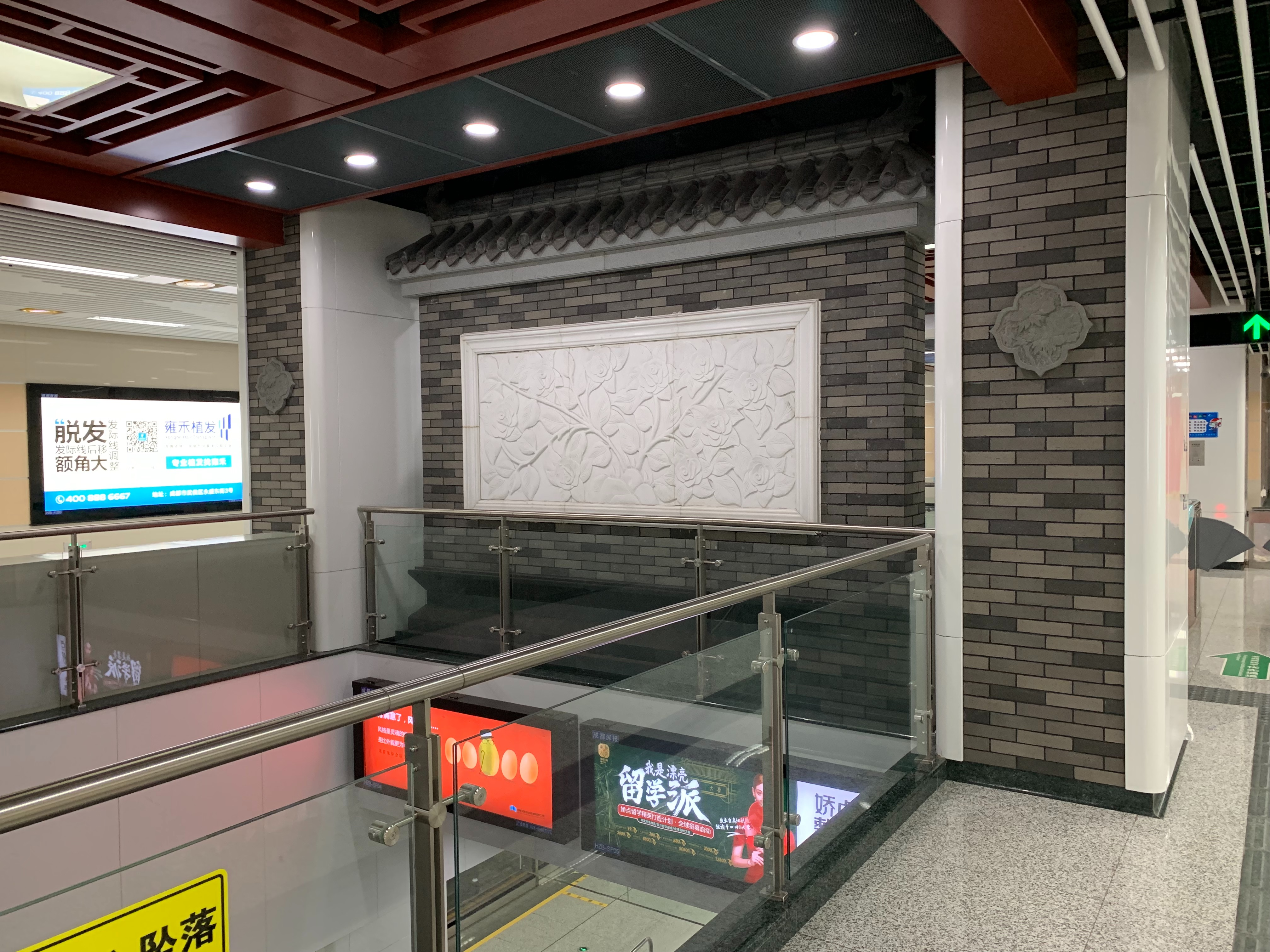
站内照壁艺术装置背面
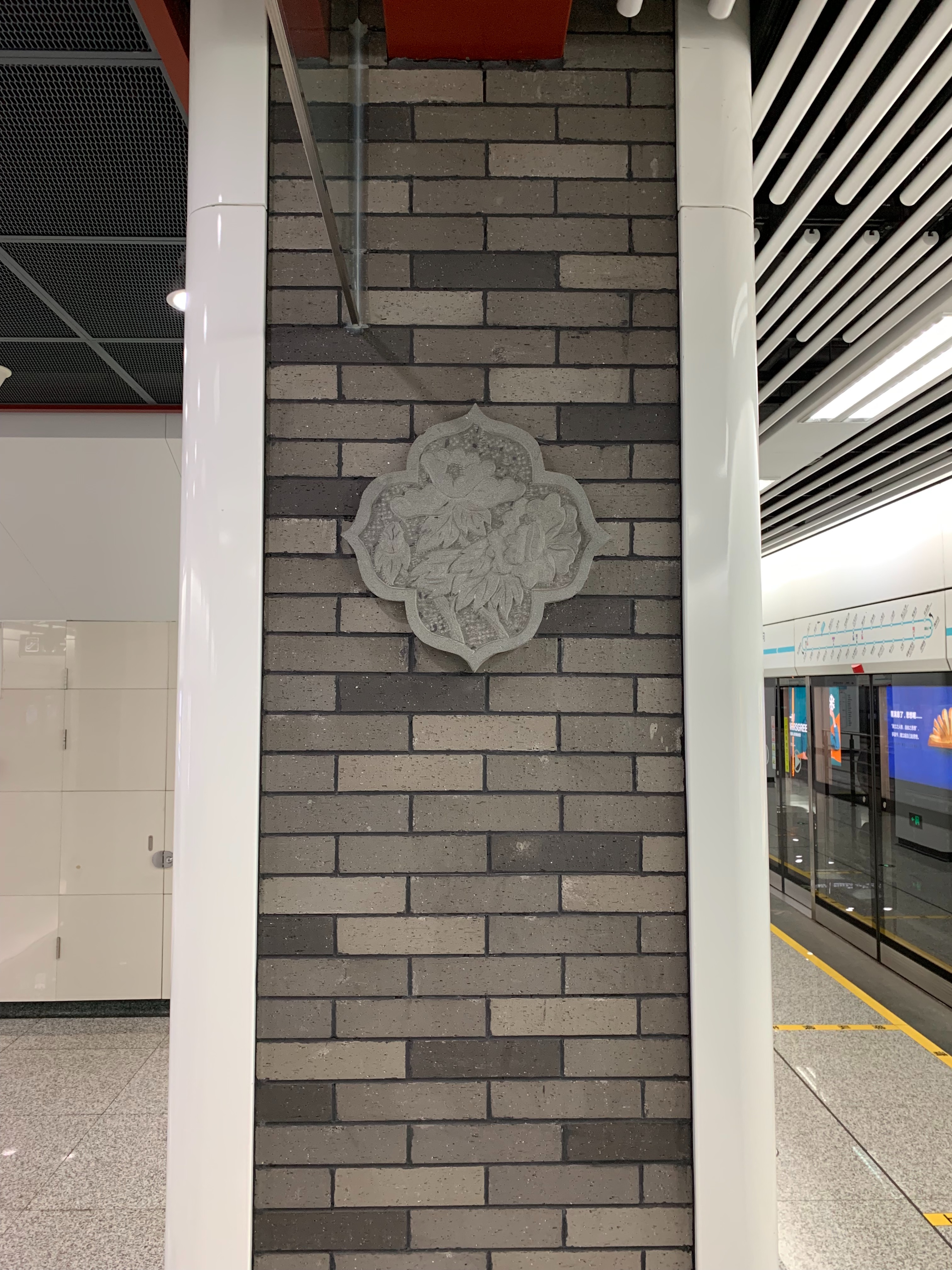
站内立柱照壁元素装饰

本站将照壁墙做为设计元素用于装饰中，将其做为艺术品进行单独打造，以提升空间的文化属性。

## 出入口信息
本站目前开放4个出入口。
| 出口编号     | 设施         | 地点       | 可到达目的地                   |
| ------------ | ------------ | ---------- | ------------------------------ |
|              |              |            |                                |
|              | 无障碍卫生间 | 花照壁东街 | 凤凰栖、金房馨苑               |
| 出口 · A · 2 |              | 花照壁东街 | 凤凰栖、金房星座               |
| 出口 · B     | 无障碍电梯   | 银沙北段   | 银沙北街58号院、银沙正街72号院 |
| 出口 · C     |              | 花照壁东街 | 银沙新居、成都二十中花照学校   |

## 公交换乘
234路；244路；340路；410路；1080路；

## 大事记
- 2013年10月17日，车站开始封闭施工[5]；
- 2015年5月18日，车站主体结构封顶[2]；
- 2017年6月16日，车站装饰装修工程通过交工验收[6]；
- 2017年12月6日，车站正式启用[1]。